# Robert Upshaw
Robert Upshaw, né le 5 janvier 1994 à Fresno, Californie, est un joueur américain de basket-ball. Il évolue au poste de pivot.

## Clubs successifs
- 2012-2013 :  Bulldogs de Fresno State (NCAA).
- 2014-2015 :  Huskies de Washington (NCAA).

## Statistiques

### Universitaires
Les statistiques en matchs universitaires de Robert Upshaw sont les suivants :
| Année     | Équipe       | Matches | Titul. | Min./m. | %tir | %3pts | %l-f | rbds/m. | pass/m. | int/m. | ctr/m. | pts/m. |
| --------- | ------------ | ------- | ------ | ------- | ---- | ----- | ---- | ------- | ------- | ------ | ------ | ------ |
| 2012-2013 | Fresno State | 22      | 5      | 16,4    | 37,8 | 0,0   | 45,9 | 3,82    | 0,27    | 0,27   | 1,77   | 4,14   |
| 2014-2015 | Washington   | 19      | 4      | 24,9    | 59,3 | 0,0   | 43,4 | 8,16    | 0,47    | 0,37   | 4,16   | 10,95  |
| Total     |              | 41      | 9      | 20,4    | 50,6 | 0,0   | 44,2 | 5,83    | 0,37    | 0,32   | 2,88   | 7,29   |